# ناحیه رامنسکی
ناحیه رامنسکی (روسی: Раменский райо́н) یک ناحیه اداری و شهری (رایون)، یکی از سی و شش منطقه در استان مسکو روسیه بوده و در بخش مرکزی جنوب شرق این استان واقع شده‌است. مساحت این ناحیه ۱٬۳۹۷٫۴۶ کیلومتر مربع (۵۳۹٫۵۶ مایل مربع) است. مرکز اداری آن شهر رامنسکویه است. جمعیت رامنسکویه ۶۶٫۲ درصد از کل جمعیت منطقه را تشکیل می‌دهد.